# 69e cérémonie des Oscars
La 69e Cérémonie des Oscars du cinéma s'est déroulée en 1997 au Shrine Auditorium à Los Angeles. C'est Le Patient anglais qui a remporté l'Oscar du meilleur film. Le film est d'ailleurs sorti grand gagnant de la soirée puisqu'il est reparti avec 8 autres trophées dont celui du meilleur réalisateur pour Anthony Minghella et du meilleur second rôle féminin pour Juliette Binoche.

## Palmarès
Les lauréats sont indiqués ci-dessous en premier de chaque catégorie et en gras.

### Meilleur film
Cet Oscar ne récompense que les producteurs.
- Le Patient anglais – Saul Zaentz
  - Fargo – Ethan Coen
  - Jerry Maguire –  James L. Brooks, Laurence Mark (en), Richard Sakai et Cameron Crowe
  - Secrets et Mensonges – Simon Channing-Williams
  - Shine – Jane Scott

### Meilleur réalisateur
- Anthony Minghella - Le Patient anglais
  - Joel et Ethan Coen - Fargo
  - Miloš Forman- Larry Flynt
  - Scott Hicks - Shine
  - Mike Leigh - Secrets et Mensonges

### Meilleur acteur
- Geoffrey Rush pour le rôle de David Helfgott dans Shine
  - Tom Cruise pour le rôle de Jerry Maguire dans Jerry Maguire
  - Ralph Fiennes pour le rôle de László Almásy dans Le Patient anglais
  - Woody Harrelson pour le rôle de Larry Flynt dans Larry Flynt
  - Billy Bob Thornton pour le rôle de Karl Childers dans Sling Blade

### Meilleure actrice
- Frances McDormand pour le rôle de Marge Gunderson dans Fargo
  - Brenda Blethyn pour le rôle de Cynthia Rose Purley dans Secrets et Mensonges
  - Diane Keaton pour le rôle de Bessie Wakefield dans Simples Secrets
  - Kristin Scott Thomas pour le rôle de Katharine Clifton dans Le Patient anglais
  - Emily Watson pour le rôle de Bess McNeill dans Breaking the Waves

### Meilleur acteur dans un second rôle
- Cuba Gooding Jr. pour le rôle de Rod Tidwell dans Jerry Maguire
  - William H. Macy pour le rôle de Jerry Lundergaard dans Fargo
  - Armin Mueller-Stahl pour le rôle de Peter Helfgott dans Shine
  - Edward Norton pour le rôle de Aaron Stampler dans Peur primale
  - James Woods pour le rôle de Byron De La Beckwith dans Les Fantômes du passé

### Meilleure actrice dans un second rôle
- Juliette Binoche pour le rôle de Hana dans Le Patient anglais
  - Joan Allen pour le rôle de Elizabeth Proctor dans La Chasse aux sorcières
  - Lauren Bacall  pour le rôle de Hannah Morgan dans Leçons de séduction
  - Barbara Hershey pour le rôle de Madame Serena Merle dans Portrait de femme
  - Marianne Jean-Baptiste pour le rôle de Hortense Cumberbatch dans Secrets et Mensonges

### Meilleur scénario original
- Fargo - Joel et Ethan Coen
  - Jerry Maguire - Cameron Crowe
  - Secrets et Mensonges - Mike Leigh
  - Lone Star - John Sayles
  - Shine - Jan Sardi et Scott Hicks

### Meilleur scénario adapté
- Sling Blade - Billy Bob Thornton
  - La Chasse aux sorcières - Arthur Miller
  - Le Patient anglais - Anthony Minghella
  - Hamlet - Kenneth Branagh
  - Trainspotting - John Hodge

### Meilleur film en langue étrangère
- Kolja de Jan Svěrák •  République tchèque (en tchèque)
  - L'Envers du dimanche (Søndagsengler) de Berit Nesheim •   Norvège (en norvégien)
  - Les Mille et Une Recettes du cuisinier amoureux de Nana Djordjadze •   Géorgie (en géorgien, français et russe)
  - Le Prisonnier du Caucase (Kavkazskiy plennik) •   Russie (en russe)
  - Ridicule de Patrice Leconte •   France (en français)

### Meilleure chanson
- Evita : You Must Love Me (musique : Andrew Lloyd Webber ; paroles : Tim Rice)
  - Leçons de séduction : I Finally Found Someone (Paroles et musique : Barbra Streisand, Marvin Hamlisch, Bryan Adams et Robert John Lange)
  - Un beau jour : For the First Time (Paroles et musique : James Newton Howard, Jud J. Friedman et Allan Dennis Rich)
  - That Thing You Do! : That Thing You Do! (Paroles et musique : Adam Schlesinger)
  - Personnel et confidentiel : Because You Loved Me (Paroles et musique : Diane Warren)

### Meilleur film documentaire
- When We Were Kings
  - The Line King: The Al Hirschfeld Story
  - Mandela
  - Suzanne Farrell: Elusive Muse
  - Tell the Truth and Run: George Seldes and the American Press

### Meilleure photographie
- Le Patient anglais - John Seale
  - Evita - Darius Khondji
  - Fargo - Roger Deakins
  - L'Envolée sauvage - Caleb Deschanel
  - Michael Collins - Chris Menges

### Meilleure direction artistique
- Le Patient anglais : Stuart Craig (direction artistique), Stephenie McMillan (décors)
  - Birdcage : Bo Welch, Cheryl Carasik
  - Evita : Brian Morris, Philippe Turlure
  - Hamlet : Tim Harvey
  - Roméo + Juliette : Catherine Martin, Brigitte Broch

### Meilleurs costumes
- Le Patient anglais - Ann Roth
  - Des anges et des insectes - Paul Brown
  - Hamlet - Alexandra Byrne
  - Emma, l'entremetteuse - Ruth Myers
  - Portrait de femme - Janet Patterson

### Meilleur montage
- Le Patient anglais - Walter Murch
  - Evita - Gerry Hambling
  - Fargo - Joel et Ethan Coen
  - Jerry Maguire - Joe Hutshing
  - Shine - Pip Karmel

### Meilleure partition originale pour un film dramatique
- Le Patient anglais – Gabriel Yared
  - Hamlet – Patrick Doyle
  - Michael Collins – Elliot Goldenthal
  - Shine – David Hirschfelder
  - Sleepers – John Williams

### Meilleure partition originale pour un film musical ou une comédie
- Emma, l'entremetteuse – Rachel Portman
  - Le Club des ex – Marc Shaiman
  - Le Bossu de Notre-Dame – Alan Menken et Stephen Schwartz
  - James et la Pêche géante – Randy Newman
  - La Femme du pasteur – Hans Zimmer

### Meilleur montage de son
- L'Ombre et la Proie - Bruce Stambler
  - Daylight - Richard L. Anderson et David A. Whittaker
  - L'Effaceur - Alan Robert Murray et Bub Asman

### Meilleur mixage sonore
- Le Patient anglais (The English Patient) - Walter Murch, Mark Berger, David Parker et Chris Newman
  - Evita - Andy Nelson, Anna Behlmer et Ken Weston
  - Independence Day - Bill W. Benton, Bob Beemer, Chris Carpenter et Jeff Wexler
  - Rock - Kevin O’Connell, Greg P. Russell et Keith A. Wester
  - Twister - Steve Maslow, Gregg Landaker, Kevin O’Connell et Geoffrey Patterson

### Meilleur maquillage
- Le Professeur Foldingue - Rick Baker et David LeRoy Anderson
  - Les Fantômes du passé - Matthew W.Mangle et Deborah La Mia Denaver
  - Star Trek : Premier Contact - Michael Westmore (en), Scott Wheeler et Jake Garber

### Meilleurs effets spéciaux
- Independence Day
  - Cœur de dragon (Dragonheart)
  - Twister

### Meilleur court métrage (prises de vues réelles)
- Dear Diary
  - De tripas, corazón
  - Ernst og Lyset
  - Esposados
  - Senza parole

### Meilleur court métrage (documentaire)
- Breathing Lessons: The Life and Work of Mark O'Brien
  - Cosmic Voyage
  - An Essay on Matisse
  - Special Effects: Anything Can Happen
  - The Wild Bunch: An Album in Montage

### Meilleur court métrage (animation)
- Quest
  - Canhead
  - La Salla (en)
  - Wat's Pig

### Prix spéciaux
- Oscar d'honneur : Kirk Douglas
- Irving G. Thalberg Memorial Award : Saul Zaentz
- Oscar scientifique ou technique : IMAX Corporation

## Hommages
Durant la cérémonie, un hommage est rendu par Angela Bassett aux personnalités du cinéma décédées l'année précédente : Jo Van Fleet, Tupac Shakur, Brigitte Helm, Dorothy Lamour, Stirling Silliphant, Saul Bass, Steve Tesich, Juliet Prowse, Joseph Biroc, Howard E. Rollins Jr., Jack Weston, Krzysztof Kieslowski, Fred Zinnemann, Ben Johnson, Gene Nelson, Edward C. Carfagno, Joanne Dru, John Alton, Greer Garson, Albert R. Broccoli, Pandro S. Berman, Lew Ayres, Sheldon Leonard, Claudette Colbert et Marcello Mastroianni.

## Statistiques

### Nominations multiples
- 12 : Le Patient anglais
- 7 : Fargo, Shine
- 5 : Jerry Maguire, Secrets et Mensonges, Evita
- 4 : Hamlet
- 2 : Larry Flynt, Sling Blade, Les Fantômes du passé, La Chasse aux sorcières, Leçons de séduction, Portrait de femme,  Michael Collins, Emma, l'entremetteuse, Twister, Independence Day

### Récompenses multiples
- 9 / 12 : Le Patient anglais
- 2 / 7 : Fargo

### Les grands perdants
- 1 / 7 : Shine
- 1 / 5 : Jerry Maguire
- 1 / 5 : Evita
- 1 / 5 : Sling Blade
- 1 / 2 : Emma, l'entremetteuse
- 1 / 2 : Independence Day
- 0 / 5 : Secrets et Mensonges
- 0 / 4 : Hamlet